# Edward J. Larson
Edward J. Larson (21 settembre 1953) è un avvocato e storico statunitense.
In precedenza è stato titolare della cattedra di diritto di Herman Talmadge e Richard B. Russell, e professore di storia americana presso l'Università della Georgia.

## Biografia
Larson ha tenuto conferenze su argomenti di storia della scienza, della religione e del diritto nelle università degli Stati Uniti e in Canada, Cina, Gran Bretagna, Australia e Sud America. Autore di libri e articoli sui viaggi di esplorazione scientifica, ha tenuto conferenze anche in musei di storia naturale e su navi da crociera. I suoi articoli sono apparsi su Nature, Scientific American, The Nation, American History, Time e varie riviste accademiche di storia e diritto.
Larson ha ricevuto il Premio Pulitzer per la storia nel 1998 per il suo libro Summer for the Gods: The Scopes Trial and America's Continuing Debate Over Science and Religion. Il libro sostiene che Inherit the Wind (sia l'opera teatrale che il film) ha travisato l'attuale processo Scopes. A differenza dell'opera teatrale e del film, in cui la ragione e la tolleranza trionfano sugli anti-evoluzionisti non sofisticati e religiosamente motivati, il libro di Larson ritrae il processo come una salva di apertura in una guerra culturale che dura da due secoli e che coinvolge potenti forze nazionali nella scienza, nella religione, nel diritto e nella politica. "In effetti", conclude nel libro, "le questioni sollevate dal processo Scopes e dalla leggenda perdurano proprio perché incarnano la lotta tipicamente americana tra la libertà individuale e la democrazia maggioritaria, e la inseriscono nell'eterno dibattito su scienza e religione".
Nel 2004 Larson ha ricevuto un dottorato onorario in Humane Letters dalla Ohio State University. Ha tenuto la cattedra John Adams in Studi Americani del Programma Fulbright nel 2000-01 e ha partecipato al Programma Antarctic Artists and Writers della National Science Foundation nel 2003. È stato membro fondatore della Società Internazionale per la Scienza e la Religione.
Nel 2005 Larson è stato intervistato da Jon Stewart su The Daily Show sull'evoluzione insieme a William Dembski ed Ellie Crystal. Intervistato frequentemente dalla televisione e dalla radio americana, Larson è apparso più volte anche su C-SPAN, anche come ospite in Booknotes; PBS, anche come storico di Nova e American Experience; NPR, anche come ospite in primo piano su Fresh Air with Terry Gross, The Diane Rehm Show e Talk of the Nation - Science Friday; e History (canale televisivo statunitense). Ha un corso di storia della teoria dell'evoluzione con The Teaching Company. Larson ha ricevuto il Richard Russell Teaching Award dall'Università della Georgia ed è stato membro fondatore della Teaching Academy dell'università.
Il Dr. Larson è un ex membro del Discovery Institute di Seattle, ma secondo un articolo del New York Times di Jodi Wilgoren, "... a sinistra in parte a causa della sua deriva a destra". Secondo lo scrittore scientifico Chris Mooney, Larson si unì all'istituto "prima del suo risveglio antievoluzionista".  A quel tempo, Larson viveva nello stato di Washington e il Discovery Institute di Seattle si occupava di questioni regionali del nord-ovest. In un discorso al Pew Forum intitolato "The Biology Wars: The Religion, Science and Education Controversy", Larson ha detto che "Behe non ha mai sviluppato le sue argomentazioni a favore del disegno intelligente in articoli scientifici sottoposti a revisione paritaria".